# Немачка ренесанса
Немачка ренесанса, део северне ренесансе, била је културно-уметнички покрет који се проширио међу немачким мислиоцима у 15. и 16. веку, а који се развио из италијанске ренесансе. Утицала је на многа подручја уметности и науке, нарочито ширењем ренесансног хуманизма у немачке државе и кнежевине. Постигнут је велики напредак у архитектури, уметностима и наукама. У Немачкој су се у 16. веку догодила два догађаја која су знатно утицала на целу Европу: оснивање штампарије и зачетак протестантске реформације.
Један од најважнијих немачких хуманиста био је Конрад Целтис (1459—1508). Целтис је студирао у Келну и Хајделбергу, а касније је путовао по Италији сакупљајући латинске и грчке рукописе. Под великим утицајем Тацита, употребљавао је књигу Германија да уведе немачку историју и географију. На крају се посветио поезији, где је Немачку хвалио на латинском језику. Друга значајна личност био је Јохан Ројхлин (1455—1522), који је студирао на разним местима у Италији и касније предавао грчки језик. Студирао је хебрејски језик с намером да прочисти хришћанство, али му се црква успротивила.
Најзначајнији уметник немачке ренесансе је Албрехт Дирер, познат по цртежима, насликаним портретима и графичким техникама дубоке штампе (посебно дуборезима и бакрорезима), које су се прошириле широм Европе. Архитектура из овог периода обухвата: резиденцију Ландсхут, дворац Хајделберг, зграду градске скупштине Аугзбурга и Антикваријум у Минхенској резиденцији, највећу ренесансну дворану северно од Алпа.

## Позадина
Ренесанса је била увелико вођена обновљеним интересовањем за класично учење, а била је и резултат брзог економског развоја. Почетком 16. века, Немачка (у смислу територија унутар Светог римског царства) била је једно од најпросперитетнијих подручја Европе упркос релативно ниском степену урбанизације у поређењу с Италијом и Низоземском. Користила се богатством одређених сектора, као што су металургија, рударство, банкарство и текстилна индустрија. Штампање књига се развило у Немачкој, а немачки штампари су доминирали новом трговином књигама у већини других земаља све до 16. века.

## Уметност
Концепт северне ренесансе или немачке ренесансе био је помало замагљен континуираном употребом замршених готичких украса све до краја 16. века, чак и у делима која су несумњиво била ренесанса у начину на који су се односили према људској фигури и у другим аспектима. Класична декорација имала је мале последице у већини немачке, али у осталим аспектима немачка је врло брзо пратила појаве, посебно у усвајању покретног матричног штампања, немачки изум који је остао у немачком монополу неколико деценија и који је први пут представљен у већини европе, укључујући Француску и Италију.
Дрворез и бакрорез били су већ развијенији у Немачкој и доњим земљама више него другде у Европи, Немци су предњачили у развоју књижевних илустрација, типично релативно ниског уметничког стандарда, али добро виђених широм Европе, при чему су дрворези блокови често посуђивани штампарима из издања у другим градовима или на другим језицима. Највећи уметник немачке ренесансе, Албрехт Дирер, започео је каријеру као шегрт у водећој радионици у Нирнбергу, која је припадала Михаелу Волгемуту, који је углавном одустао од сликарства да би искористио предност новог медија. Дирер је радио на најсложенијој илустрованој књизи тог периода, Нирнбершка хроника, коју је објавио његов кум Антон Кобергер, највећи европски издавач штампача у то време.
Завршивши шегртску школу 1490. године, Дирер је путовао у Немачку четири године, а неколико месеци у Италију, пре него што је основао сопствену радионицу у Нирнбергу. Брзо је постао познат широм Европе по својим енергичним и уравнотеженим дуборезима и гравурама, док је такође био сликар. Иако је задржао изразито немачки стил, његов рад показује снажан италијански утицај и често се сматра да представља почетак немачке ренесансе у визуелној уметности, која је током наредних четрдесет година заменила Холандију и Француску као подручје највећих иновација у северноевропској уметности. Дирер је подржавао Мартина Лутхера, али је наставио да ствара Мадоне и друге католичке слике и да слика портрете вођа са обе стране растућег несклада протестантске реформације.
По завршетку шегртске обуке 1490. године, Дирер је путовао у Немачку четири године, а у Италију неколико месеци, пре него што је отворио сопствену радионицу у Нирнбергу. Брзо се прославио широм Европе својим енергичним и уравнотеженим дуборезима и бакрорезима, као и својим сликарством. Иако његово дело одржава препознатљив немачки стил, оно показује снажан италијански утицај и често се посматра као почетак немачке ренесансе у визуелној уметности, која је током наредних четрдесет година заменила Холандију и Француску као најиновативније подручје у северној Европи. Дирер је подржао Мартина Лутера, али је наставио да ствара Мадону и друге католичке слике и сликао је портрете вођа са обе стране претећег раскола у протестантској реформацији.
Дирер је умро 1528. године, пре него што је постало очигледно да је подела постала трајна због Реформације, али његови ученици следећих генерација нису имали прилику да не бирају страну. Већина водећих немачких уметника постали су протестанти, али то им је одузело сликање већине верских дела, која су раније била највећи део уметниковог прихода. Мартин Лутер успротивио се већини изложби католичких слика, али не и самој изложби слика, а Лука Кранах Старији, Лутеров блиски пријатељ, насликао је серију „лутеранских олтарских слика“, углавном с приказима Тајна вечера, неке са портретима водећег протестантског свештенства као Дванаесторица апостола. Ова фаза лутеранске уметности завршила се пре 1550. године, вероватно под жешћим аниконским утицајем калвинизма, а верска дела за јавно приказивање готово су престала да настају у протестантским областима. Вероватно понајвише због тога, развој немачке уметности био је готово прекинут до око 1550. године, али су претходних деценија немачки уметници били врло плодни у развоју алтернативних предмета који би заменили празнину у поруџбин њиховим књига. Поред портрета, Кранах је развио формат танких вертикалних портрета провокативних голих тела, са класичним или библијским именима.
Нешто мало даље изван ових дешавања је Матијас Гриневалд, који је иза себе оставио врло мало дела, али чије се ремек-дело, Исенхајмски олтар (завршено 1515), сматра се највећим немачким ренесансним сликарством, када се у 19. веку вратило на пажњу критичара. То је интензивно емоционално дело које наставља немачку готску традицију неограничених геста и израза, користећи ренесансне принципе композиције, али све у најготичнијем од свих облика, вишекрилном триптиху.
Дунавска школа назив је круга уметника прве трећине 16. века у Баварској и Аустрији, укључујући Албрехт Алтдорфера, Волф Хубера и Аугустина Хиршвогела. Са Алтдорфером као вођом, ова школа створила је прве примере независног пејзаж сликарства на западу (скоро 1000 година после Кине), како у сликарству, тако и у штампи. Њихове религиозне слике имале су експресионистички стил донекле сличан Гриневалдовом. Дирерови студенти Ханс Бургкмаир и Ханс Балдунг углавном су радили на графикама, а Балдунг је развијао актуелну тематику вештица на бројним загонетним графикама.
Ханс Холбајн Старији и његов брат Зигисмунд Холбајн сликали су религиозна дела у касноготичком стилу. Ханс Старији је био пионир и вођа у трансформацији немачке уметности из готског у ренесансни стил. Његов син, Ханс Холбајн Млађи, био је важан сликар портрета и неколико верских дела, радећи углавном у Енглеској и Швајцарској. Холбајнова позната серија ситних дубореза на тему Мртвачки плес односи се на дела малих мајстора, групе графичара која се специјализовала за врло мале и врло детаљне гравуре за буржоаске колекционаре, укључујући многе еротске теме.
Изванредна достигнућа прве половине 16. века праћено је неколико деценија са изузетним одсуством вредне немачке уметности, осим остварених портрета који никада нису били супарници Холбајну или Диреру. Следећи значајни немачки уметници радили су у прилично вештачком стилу северњачког манира, који су морали да науче у Италији или Фландрији. Ханс фон Ахен и Холанђанин Вартоломеј Шпрангер  били су водећи сликари на царским дворовима у Бечу и Прагу, а продуктивна холандска породица гравера Саделер се проширила по немачкој, између осталих округа.
У католичким деловима јужне немачке готска традиција дубореза наставила је да цвета све до краја 18. века, прилагођавајући се променама у стилу кроз векове. Фајт Штос (умро 1533), Тилман Рименшнајдер (умро 1531) и Петер Вишер Старији  (умро 1529) били су Диререрови савременици, њихове дуге каријере покривале су прелаз између готског и ренесансног периода, њихов украс често је остао готски чак и након што су њихове композиције почеле да одражавају ренесансне принципе.

## Архитектура
Архитектура ренесансе у немачкој инспирисали су први немачки филозофи и уметници попут Албрехт Дирера и Јоханес Реукхлина који су посетили Италију. Важни рани примери овог периода су нарочито резиденција Ландсхут, дворац Хајделберг, палата Јоханесберг (Баварска) у Ашафенбургу, дворац Вајлбург, градска кућа у Аугзбургу и катедрала Ст. Михаил у Минхену, највећа ренесансна црква северно од Алпи.
Специфичан облик ренесансне архитектуре у немачкој је Весеррајнише ренесанса, са истакнутим примерима попут градске куће у Бремен и Универзитет у Хелмштету.
У јулу 1567. градско веће Келна подржало је дизајн ренесансног стила Вилхелма Вернукена за двоспратну лођу градске куће Келна. Катедрала Ст. Михаил у  Минхену је највећа ренесансна црква северно од Алпи. Изградио ју је војвода Вилхелм V Баварски између 1583. и 1597. године као духовно средиште за контрареформацију, а инспирисан црквом Лл Гесу у Риму. Архитекта је непознат. Много примера ренесансних зграда од опеке може се наћи у старим Ханзатским градовима, као што су Штралзунд, Висмар, Либек, Линебург, Фридрихштат и Штаде. Међу значајне немачке ренесансне архитекте спадају Фридрих Шустри, Бенедикт Рајт, Абрахам фан ден Блок, Елијаз Хол и Ханс Крумпер.

## Утицајни људи

### Јохан Гутенберг (око 1398—1468)
Јохан Гутенберг, сматра се најутицајнијом личношћу немачке ренесансе. Као слободни мислилац, хуманиста и изумитељ, Гутенберг је такође одрастао у ренесанси, али и снажно утицао на њу. Његов најпознатији изум је штампарија из 1440. године. Гутенбергова Штампарска машина омогућила је хуманистима, реформистима и другима да шире своје идеје. Познат је и као творац Гутенбергове Библије, кључног дела које је означило почетак „Гутенбергове револуције“ и доба штампане књиге.

### Јоханес Реуклин (1455—1522)
Јоханес Реуклин је некада био најважнији аспект наставе светске културе у Немачкој. Био је познавалац немачког и хебрејског језика. Након дипломирања предавао је у Базелу и сматран је изузетно интелигентним. Међутим, након што је напустио Базел, морао је да почне са копирањем рукописа и учењем у оквиру одређених правних области. Ипак, најпознатији је по свом раду у истраживању хебрејског језика. За разлику од неких других „мислилаца“ свог времена, Реуклин се уживио у ту ствар и чак је створио водич за проповедања Јудаизма. Та књига, названа Де Арте Предиканди (1503), вероватно је једно од његових најпознатијих дела из тог периода.

### Албрехт Дирер (1471—1528)
Албрехт Дирер; је био и остао најпознатији уметник немачке ренесансе у то време. Био је познат у целој Европи, а изузетно цењен у Италији, где је његов рад био познат углавном кроз његову штампу. Успешно је интегрисао сложени северњачки стил са ренесансном хармонијом и монументалношћу. Међу његовим најпознатијим делима су Меланхолија I, Четири коњаника из његове дрворезне серије Апокалипса и Витез, Смрт и ђаво. Остали запажени уметници били су Лука Кранах Старији, Дунавска школа и Мали мајстори.

### Мартин Лутер (1483—1546)
Мартин Лутер је био протестантски реформатор који је критиковао црквене праксе попут католичке продаје индулгенција, против којих је писао у својих Деведесет пет теза из 1517. године. Лутер је такође превео на немачки Лутеранску Библију, чинећи хришћанске списе доступнијим широј популацији и надахњујући је за стандардизацију немачког језика.